# Index.hu
Az Index az egyik leglátogatottabb magyar internetes hírportál.
Újságíróinak egy részét (vagy a főszerkesztőjét) kormánypártiként jellemzik, miután 2020-tól átalakult a szervezeti háttere.

## Története

### Előzményei
1998-ban az iNteRNeTTo az egyik legnépszerűbb hazai hírportál volt (napi 8000-es olvasottsággal). A csapat a lapot komoly hírportállá akarta fejleszteni, de a tulajdonosok elzárkóztak a befektetői megkeresésektől, és gyorsan megemelték a fejlesztési támogatásokat (mintegy 2,5 milliós forgalom mellett nagyjából nullszaldósan működött a cég). A befektetői ajánlatok azonban csakhamar több százmillió forintra kúsztak fel. A vezetők a koncepcionális ellentétek miatt megkezdték a kivásárlási tárgyalásokat az IDG-vel (International Data Group). Ezt megelőzendő Nyírő András, Gerényi Gábor és Uj Péter új céget alapítottak URL Consulting néven, amely 1999 áprilisában 15 millió forintos kivásárlási ajánlatot tett az IDG-nek. A következő szerkesztőségi ülésen Bíró István (az IDG vezérigazgatója) elbocsátotta az ajánlattevőket, melyre válaszul az egész szerkesztőség felmondott.
A szerkesztőség a botrányt követően átvonult a Maros étterembe, ahová elhívták Kőrösi Ákost, a későbbi befektetőjüket, és megállapodtak az Index elindításában. Két nappal később a Trafó – Kortárs Művészetek Házában tartották első értekezletüket Nyírő András vezetésével (aki egyébként az újság névadója is). Az iNteRNeTTo főszerkesztője Andrassew Iván lett, aki új csapatot épített. A portál kiadói jogai két évvel később jutányos áron az Index.hu tulajdonába kerültek.

### Az Index elindulása
1999. május 17-én felállt az Index. Az oldal szerkezete hármas elrendezésű volt, logóját Hatos Kriszta tervezte.
Aznap kétszáz fős sajtótájékoztatót tartottak a Magyar Újságírók Országos Szövetsége (MÚOSZ) székházában – az ekkor huszonhat tagú szerkesztőség egy emberként állt ki az erre az alkalomra készített plakátokon földgömböt pörgető Nyírő mellett, és bejelentették, hogy „Index” néven új lapot alapítanak, amelyet változatlan stílusban szerkesztve hálózati tömeglapnak, átfogó információszolgáltatónak, „úgynevezett portálnak” szánnak.
Nyírő András lett az Index főszerkesztője. Kezdetben az egyik alapító kétszobás lakásában dolgozott a szerkesztőség 2-3 számítógéppel, a Datanet üzemeltette a szervert. Első lépésként az iNteRNeTTóból átemelték a fórum adatbázisát, tehát a teljes fórumot az Index oldalára. Ezzel jelentős forgalmat értek el már az első napon is. A működésük második napján már húszezer címlapletöltést regisztráltak. Alapító szponzorként sikerült megnyerni a Pannon GSM-et.
1999 nyarán a Közgazdasági Egyetem ideiglenes otthont adott a csapatnak. Egy gépteremben dolgoztak, ahol sem vezetékes telefon, sem térerő a mobilokhoz nem volt, egy zsebrádióból hallgatták a híreket. 1999 augusztusában végül beköltöztek a Victor Hugo utca egyik irodaépületébe.

### Index.hu Rt.
Az 50 millió forintos törzstőkével alakult Index.hu Részvénytársaság első tulajdonosai Kőrösi Ákos Zsolt és Szöllősy Gábor (75%), az iNteRNeTTós Nyírő András, Gerényi Gábor, Uj Péter és Kéki Balázs (Keki) technikai szerkesztő (10%), továbbá Braun Róbert történész, Reisz Attila, a Microsoft Magyarország korábbi ügyvezetője, valamint Kövér József és Edward Sanborn pénzügyi magánbefektetők voltak. Az internetes portál alapítói között volt Kaprinay Zoltán, aki később a Bónusz Brigád alapítója lett.

### Nyírő András kiválása
Az Indexnél a nyár a potenciális befektetőkkel folytatott tárgyalások jegyében telt, miközben folyamatosan elmérgesedett a hangulat Nyírő és a menedzsment többi tagja között. A főszerkesztő végül közös megegyezéssel távozott. A lap irányítását Uj Péter Gerényivel párban vette át. 
A lap fejlődése előtt két korlát is volt: egyrészt az INteRNeTToból örökölt „amatőr” érzés még mindig jellemezte a munkát, a szervezet semmit nem fejlődött. Napi 20 ezer olvasója volt a lapnak, a megcélzott 100 ezres olvasottsághoz komoly fejlődésre volt szükség. A másik a technikai háttér: nem volt szerkesztőségi rendszer, HTML-ben tárolták a cikkeket, és nem volt olyan hiteles mérőrendszer sem, ami az olvasottságot megbízhatóan mutatta volna. Januárban pedig beindították a fejlesztéseket. Kéki Balázs (Keki), Sasvári József (Angelday) és Uj Péter, aki ezalatt a lappal nem is foglalkozott, csak ezen a váltáson tevékenykedett. Ennek eredménye a látogatottságban is tükröződött: 1999. május-december között napi 20 ezres szinten stagnált, ez 2000. április közepére, az új design beérésére felment stabil napi 60 ezerre, azaz négy hónap alatt megháromszorozták az olvasottságukat.

### Fejlesztések
Megindultak a fejlesztések, új számítógépek vásárlása, létszámemelés, három szinten béreltek területet az irodaházban 450 négyzetméteren. A 2000. év végéig nagy lendülettel dolgoztak: 40 milliós reklámkampányuk volt a nyomtatott sajtóban és utcai plakátokon. 1999 decemberében még 20 ezres látogatottsággal bírtak, mely 2000 áprilisára már 70 ezerre nőtt. A megnövekedett forgalom kiszolgálására az Index az év nyarán már szerverfarmról üzemelt, és teljesen új, saját fejlesztésű hirdetési szervert (Index AdEngine) is elindított. Az olvasók pozitívan fogadták az új designváltást is (Sasvári József nevéhez fűződik), amelynek következtében a látvány- és tartalomstruktúra lényegesen megváltozott. Az új designhoz új logót is kapott az Index (Lenhardt Tamás [ADT] munkája).
Az olvasószám növekedésével a szerkesztőség is növekedett: 2001. április elején újabb 250 négyzetméternyi irodát vettek bérbe. A kampány után fellendült a hirdetési eredményük is, webfejlesztő üzletágat nyitottak. Bevételeik nagy része a tartalomszolgáltatásból, online marketingből és integrált üzleti megoldások nyújtásából tevődött össze.
Az Index 2000. évi árbevétele megközelítette a félmilliárd forintot, miközben 150 millió forintos veszteséget volt kénytelen elkönyvelni. A pénzügyi mutatóktól eltekintve az Index által működtetett internetes portál naponta több mint százezer látogatót vonzott, ezzel az Index a második leglátogatottabb portál lett Magyarországon. A vállalat a magyar online reklámpiacon 42%-os részesedést ért el, mely révén elnyerte a Magyar Kockázati és Magántőke Egyesület által adományozott az év vállalata címet.
Ebben az időszakban indult eredetileg az Index által résztulajdonolt cégként a Vendégváró.hu internetes szolgáltatás. Az Ifju György és Bánóczy Zoltán által vezetett cégből az Index tulajdonrészét a Well-PRess Kft. később, 2002-ben 100%-ban kivásárolta.

### Tőzsdére viteli próbálkozások
Elkezdték szervezni a tőzsdére menetelt, amit 2001 áprilisában akartak realizálni a frankfurti tőzsdén. 2001 elején ismét leapadt a bankszámlájuk, a havi költségük 50-60 millió forint volt, a bevétel pedig még mindig 10 millió forint alatt. Ez a két érték egyébként megfelelt a korábban a befektetők által is jóváhagyott üzleti tervnek, sőt a bevételi oldalon minimálisan túl is teljesítette azt. 2001 márciusában a világban nagy internetes recesszió (a Dotkom-válság) következett be, így a tőzsdei indítás elmaradt. Kis internetes cégek mentek tönkre, részben a csalások miatt is, ennek következtében a tőzsdei befektetők bizalma a nagyobb internetes cégek iránt is elveszett. (Ez még a Yahoo.com-ot és az Amazon.com-ot is megviselte, amelyek hosszabb távra terveztek, és még folyamatosan veszteségesek voltak.)

### Krízis
2001 elejére az Indexnél már csak 100 milliós tartalékalap maradt. Áprilisban már tőkét sem tudtak bevonni, májusban megalakult a válságstáb. 150 alkalmazott volt eredetileg, ezért a létszámot a felére csökkentették. Míg a korábbi stratégiának megfelelően kiszervezték[forrás?] a szoftverfejlesztést, a webdesignt, az e-commerce-t és az integrált üzleti megoldásokat, kineveztek egy krízismenedzsert és új vezérigazgatót kerestek.
Csepi Lajos 2001 júniusában csatlakozott, aki előtte az Állami Vagyonügynökség igazgatója és a Fotex Rt. vezetője volt. Az új vezérigazgató megkezdte az értékesítést, tovább csökkentette a létszámot és megfogta a bevételeket. A bartermegállapodásokat átmenetileg leállították. Bár ekkoriban a médiapiacon az értékesítési eredmények igen jók voltak, a szoftverfejlesztés nem hozta meg a kívánt eredményt, és 2002 elejére akut csődhelyzet állt elő, a korábban kiszervezett céget januárban eladták[forrás?]. Tovább keresték a vevőket, de 2002. februárban sem volt még ajánlat. Csepi Lajos otthagyta az Indexet.

### Kinn a gödörből
A Wallis Rt. 2002 márciusában jelent meg „megmentő lovagként”, amely 170 millió Ft-os tőkeemelésével és az Intel részesedének megvásárlásával 31%-os részesedést szerzett az Indexben.
A szerkesztőség átköltözött a Wallis-ingatlanba. Egy darabig még ismét Kőrösi irányította a céget, majd Mucsi György vette át a vezérigazgatói széket. Ekkor a cég árbevétele (barterrel együtt) valamivel több mint 300 millió forint volt, a könyv szerinti veszteség pedig 235 millió forint. Év végéig tőkeinjekciót kaptak, majd ismét lenullázódtak.
2002 februárjában hirtelen átbillent a mérleg nullszaldóba, majd tavasztól működési nyereséget is produkáltak. 2002 nyarán ismét dizájn-váltást eszközöltek. 2003 tavaszára a látogatottság jelentősen megnövekedett, az év első negyedévében például 39%-kal, az egyedi látogatók száma százezer, a napi oldalletöltéseké pedig hárommillió körül járt. A médiaértékesítési bevételek tovább növekedtek, miközben a költségek lefaragása is, mindezt előbb pozitív cash-flow, majd pozitív eredmény követte. Míg az Index 2002-ben „kizárólag reklámbevételekből generált forgalma kicsivel több mint 300 millió forint volt, addig a cég 2003-as üzleti terve 465 millió forint árbevételt irányoz elő, nullszaldós működés mellett. Az első félév tükrében a bevételi terveket 10-15%-kal teljesíti túl a portál.” Mindez azonban együtt járt a kockázatosabbnak tartott új megoldásokkal való kísérletezés visszafogásával is.

### A 2000-es évek
2002-ben 76 ezer volt az Index látogatottsága. 2003-ban a lapnak 200 ezer volt a napi látogatottsága, ebből ötvenezer a fórumlátogató a Medián technikai mérése szerint, illetve 130 ezer a Szonda Ipsos reprezentatív megkérdezések alapján. Ebben az évben egyedüli tulajdonosa a Wallis. 2003-ban 80 millió, 2004-ben 170 millió nyereséget realizáltak, de mérleg szerint vannak még veszteségek a korábbi felhalmozott adósságok miatt.
Az alapító csapatból Kiss Bori (Moon) és Gerényi Gábor dolgozott még a lapnál.
Az olvasottság folyamatos növekedésének eredményeképpen az oldalletöltések száma 2003 májusában 1,2 millió volt – ez alapján az Index az Origo mögött a második leglátogatottabb oldal volt abban a hónapban –, amely a 100 ezer egyéni látogató 230 ezer látogatásából jött létre.
Az Index népszerűségét az elnyert díjak is mutatták: a honlap minden évben díjazott volt a VOLTfolió kulturális médiadíj-pályázat valamely kategóriájában.
2005-ben ismét megváltozott a tulajdonosi szerkezet: a vállalatot Nobilis Kristóf és érdekeltsége, a Sydinvest Kft. (2007 januárjától Közép Európai Média és Kiadó Szolgáltató Zrt., rövid nevén CEMP) vette át 100%-os tulajdonhányaddal (49% januárban és a maradék 51%-ot áprilisban). 2006-ig csak feltételezni lehetett, hogy Nobilis valójában Spéder Zoltán érdekeit képviselte (aki ekkor még az OTP Bank vezérigazgatója és a Fidesz médiaérdekeltségeinek fő kezelője volt).
Vaszily Miklós, a Portfolio.hu (melyet Nobilis cége szintén megvásárolt) korábbi igazgatója (2001–2005) került a vezérigazgatói székbe.
Nobilis hosszú távú üzletpolitikája alapján nagyarányú fejlesztésekre ösztönözte a cég vezetőit. A napi nagyjából 350-400 ezer látogatóból (Medián) hatvanezer a fórumlátogatók létszáma. A bevétel közel 1 milliárd forint volt, az internetes reklámpiac nagyjából 25%-át birtokolták. A nyereségük a bevételük közel egyharmada volt.
2006-tól kezdve Spéder Zoltán egyértelművé teszi, hogy Nobilis helyett ő végzi az irányítást a CEMP Holdingon belül, és egyre markánsabban jelenik meg az újság – és szerkesztősége – életében, különösen 2009-től, amikor az addig is kormánykritikus Index az MSZP kormányt követő Fidesz kormánykritikus témákat is érintett.

### Az Index formai átalakulása
Az Index 2007. július 22–23-án teljesen új arculatot kapott. A címlapon újonnan kialakult 3 – egyforma nagyságú – hasábos tagolás eredményeként a jobb oldaliban a blogok kaptak helyet. A webblogok előtérbe kerülésének magyarázata pedig az is, hogy az Index cégcsoportjában volt egy blogszolgáltató csoport. A válogatást a szerkesztők végezték, de a külsős cikkforrások a lap szerves részeként jelentek meg. A blogok forrása változatos volt:
- (szorosabban vagy lazábban) Indexes blogok;
- weblogok, melyek teljesen az Index részei; nem is lehet látni őket, címlapon sincsenek jelezve;
- egyes rovatok hírei, amik már blog formátumban jelentek meg, az Index munkatársainak tollából;
- hobbi blogok;
- Indextől teljesen független emberek blogjai (Pl.: bűvösszakács), amelyek érvényesülésére az Index egyre nagyobb hangsúlyt fektetett.

A másik két hasábban, vagyis „az igazi Indexben”  több cikk megjelenítésére törekedtek. Ez a változtatás sokáig vitatott téma volt abból a meggondolásból, hogy a több cikk nem vonz több látogatót, illetve mert nem akarták az olvasók által közkedvelt témákat levenni az oldalról, de később mégis ez az elképzelés valósult meg. Végül pedig változtattak a fényképek számán, korábban csak a vezető anyagnál voltak megtalálhatóak, ezután pedig több helyen is megjelentek egyes írások kiegészítőjeként, ezzel érték el, hogy nemcsak a vezércikk, hanem más publikációk is hangsúlyt kaptak. Ezen kívül változott az oldal színvilága, betűtípusa is.
2009 novemberében az Origóhoz távozott Vaszily Miklós lapigazgató.

### 2010 – 2019

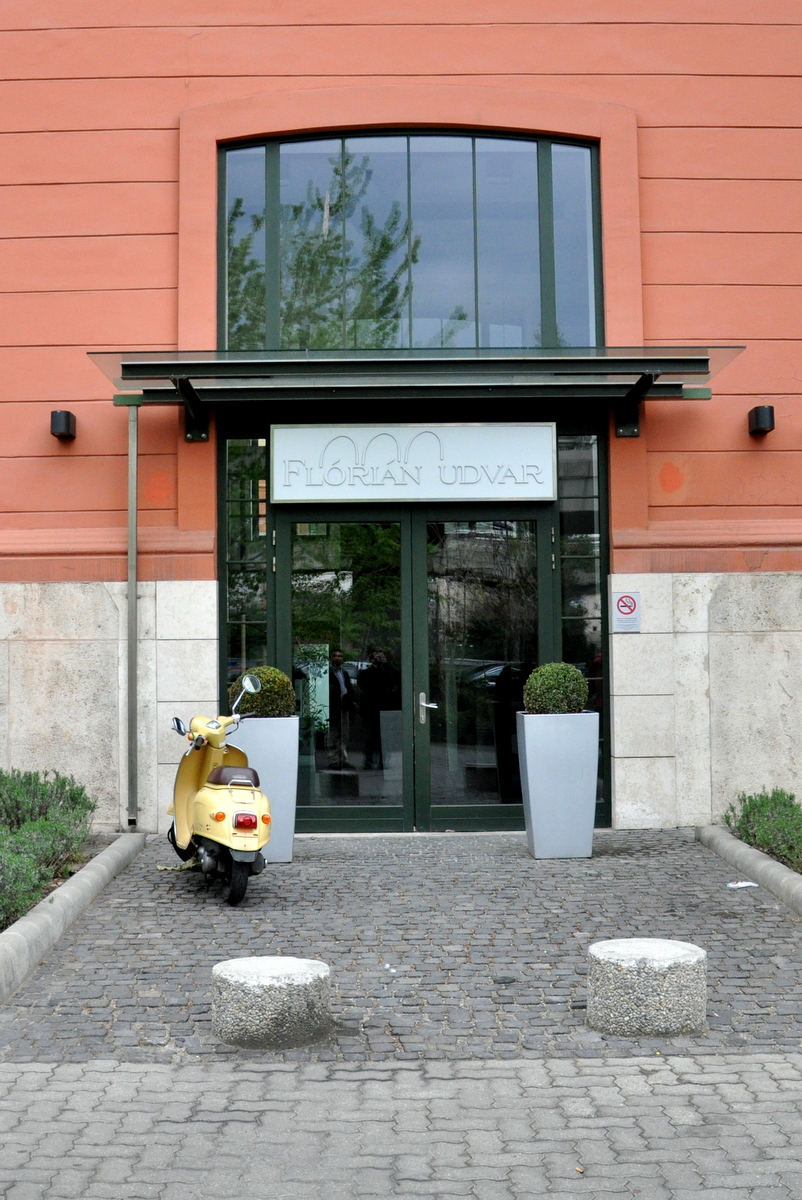
A szerkesztőségnek korábban helyet adó Flórián Udvar bejárata

2010 áprilisában távozott Bodoky Tamás tényfeltáró újságíró, 2011 augusztusában Tóta W. Árpád vezető publicista, Bede Márton újságíró, majd 2011. szeptember 30-ával Uj Péter főszerkesztő is lemondott. A távozások hátterében a tulajdonossal – Spéder Zoltánnal – való konfliktusok álltak, aki egyre erősebb politikai befolyást akart gyakorolni a lap fölött. Az új főszerkesztő akkor Mészáros Zsófi lett, aki aztán 2013. február 22-én mondott le. Helyére Dudás Gergely került. Gazda Albert korábbi főszerkesztő-helyettes 2011. november 1-től az Origo főszerkesztője lett, 2014 februárjától megszűnéséig a Cink munkatársa.
2011. június 30-án előbb a Velveten szüntették be a cikkek alatti kommentelés lehetőségét, majd később az Indexről is a hírportál Facebook-oldalára terelték a hozzászólásokat.
2014 februárban a kiadó tulajdonosa, Spéder Zoltán titokban opciós jogot adott el Simicska Lajosnak, aki akkor még a Fidesz vagyonának nemhivatalos kezelője volt; ez a tranzakció része volt annak a (nagyjából 2016-ig tartó) folyamatnak, melynek során az Orbán-kormány fokozatosan megszabadult Spédertől, és a médiavagyont az akkor még bennfentes Simicska Lajoshoz juttatta. A titokban lezajlott tranzakció a „sok éves médialegenda” valóságalapja volt, ahol csak találgatni lehetett, hogy vajon tényleg Simicska (és ezen keresztül az Orbán-kormány) a valódi tulajdonos. (Ez a jog lesz később az alapja a 2017-es Simicska-vásárlásnak.)
2016-ra eszkalálódott Spéder Zoltán helyzete: a pénzügyi szektorban, illetve a kormánymédiában folyó folyamatos támadások mellett a CEMP által birtokolt médiaprofil is veszélybe került. 2016 októberben megalakította a CEMP-X online Zrt. (néha „CEMP Experience” néven hivatkozott) vagyonkezelő cégét, amihez átkerült (a CEMP-től) számos online kiadvány mellett az Indexet kiadó Index.hu Zrt. is (az NT2016 Kft. közvetítőcégen át). Az új céget Ziegler Gábor, Pusztay András és Prigyeni Lénárd Ferenc vezette. Balogh Gabriella (aki Spéder bizalmasa volt) novemberben lemond az Index.hu Zrt. igazgatósági pozíciójáról.
2016 végére Spéder a kormányzati nyomás (számos adóellenőrzés, büntetőügy, törvényváltozások) miatt gyakorlatilag minden jelentős vagyonát értékesítenie kellett, így ez történt a CEMP-X online Zrt.-vel is. Azonban az Orbán–Simicska ellentét („G-nap”) 2015-től kezdve azt eredményezte, hogy ezek már nem Simicska Lajos érdekeltségéhez kellett, hogy kerüljenek. A megvásárlási próbálkozás azonnal meghiúsult, amikor a kormányzati körök vásárlási lépésére Simicska Lajos nyilvánosságra hozta a megvásárlásra szóló, 2014-ben kötött opciós jogát, melyet nem sikerült számos próbálkozással sem figyelmen kívül hagyni, így Spédertől az Index.hu Zrt. 2017 április 19-én Simicska Lajos cégéhez, a Pro-Ráta Zrt.-hez került. Az új tulajdonos jó előre felmérte, hogy tulajdonosi személye gyakorlatilag azonnal a szerkesztőség teljes felmondásához vezetne.
2017. április 20-tól az Index.hu Zrt. részvényeinek egyedüli, új tulajdonosa a Magyar Fejlődésért Alapítvány (MFA) lett, ezzel egy időben az Index.hu Zrt. korábbi igazgatósági tagjai lemondtak tisztségükről, és az új tulajdonos új igazgatósági tagokat nevezett ki határozatlan időtartamra dr. Bodolai László ügyvéd, dr. Nagy Ajtony Csaba ügyvéd, Kereszty Gábor közgazdász személyében, akik maguk közül az Igazgatóság elnökévé dr. Bodolai Lászlót választották.
A nyilvánossághoz ezek a részletek nem jutottak el, így a legtöbben csak találgathattak, hogy pontosan mi is történt. Egyes vélemények szerint Simicska Lajos állt a tulajdonosváltás mögött, miután Simicskához közel álló szereplők bukkantak fel az Indexet tulajdonló szervezet mögött. Dudás Gergely főszerkesztő szerint igaz, hogy Simicska emberei jelen vannak a tulajdonosi háttérben, de Bodolai László személyét garanciának látja arra, hogy se Simicska, se más embere ne szólhasson bele a szerkesztőség működésébe. Május 16-án bejelentették, hogy Dudás Gergely távozik az Indextől, helyette Tóth-Szenesi Attila lesz az új főszerkesztő. Mivel Dudás korábban arról beszélt, hogy Simicska Lajos nyomásgyakorlása esetén lemond, most egyesek igazoltnak látják, hogy a nagyvállalkozó befolyásolja a hírportál működését. Ezt Dudás se nem cáfolta, se nem erősítette meg.
Csak 3 évvel később kerül nyilvánosságra, hogy a cégmozgások eredményeképp az MFA több százmillió forintos tartozással rendelkezett a Pro-Ráta Zrt. irányában, mely tartozás végül az Orbán-kormányközeli Nyerges Zsoltnál landolt. 
2018 őszén Ziegler Gábor (az Index korábbi sales igazgatója) és Oltyán József (KDNP kötődésű médiavállalkozó) megvásárolja az CEMP-X Zrt.-t, a CEMP Sales House Kft.-t (mely kizárólagosan jogosult az Index hirdetési felületeinek értékesítésére), melyekből a későbbi Indamedia Zrt.-t, illetve az Indamedia csoportot alakították ki.
Ezen túl az MFA feletti alapítói jogokat gyakorló cég (NP Nanga Parbat 12 Tanácsadó Zrt.) tulajdonviszonya is tükrözte a politikai folyamatokat: a Simicska-oldali Tóth Mariannát Bodolai László követte, de a cég végül 2018 szeptemberben, a CEMP-X eladásával párhuzamosan szintén átkerült a NER-közeli vállalkozókhoz (Ziegler, Oltyán). 
Ebben a helyzetben 2019-re az Indexet „tulajdonló” Magyar Fejlődésért Alapítvány minden oldalról NER nyomás alá került: a kizárólagos hirdetési felületek, nagy összegű tartozás illetve az alapítói jogokat birtokló cég szempontjából is.
Ezzel párhuzamosan indult el a Szabadindex indikátor, ami a tulajdonosoktól függetlenül a szerkesztőség kezelése alatt áll, nehezen megakadályozható lehetőséget adva nekik arra, hogy jelezzék az olvasók felé a szerkesztőséget ért politikai befolyásolást. (A mutató 2020. június 21-ig állt „Független” állásban.)
2019 februárban 9493 magántámogató összesen 138 millió forinttal támogatta az új tulajdonosi szerkezetű Index.hu Zrt.-t.
2019. december 11-től az Index új főszerkesztője Tóth-Szenesi Attilát váltva Dull Szabolcs.

### Az eredeti index végnapjai: 2020 január – augusztus
2020. március végén Vaszily Miklós 50 százalékos részesedést vásárolt az Indamedia csoportban, melyhez tartozik az Index.hu hirdetési felületeit kizárólag hirdető Indamedia Sales Kft. (az egykori CEMP Sales House Kft.) is. Vaszily évek óta Mészáros Lőrinc mellett dolgozik (Echo TV, TV2).
2020. június 21-én 19 óra után kevéssel a „szabadindex” indikátor (ami a lap szerkesztőségének függetlenségét jelzi) az addigi „független”-ről „veszélyben” jelzésre állt át, és a szerkesztőség egy rövid cikkben le is írta, hogy kívülről érkező befolyás miatt került ki a figyelmeztetés. A hasonló profilú 444 cikke a jelzésre a Gerényi Gábor által közvetített (és szerintük Vaszily Miklóstól eredő, melyet Gerényi cáfolt) kezdeményezést emelte ki, mint lehetséges okot, mely a gyakorlatban (üzleti okokra hivatkozva) megszüntetné az Index szerkesztőségét, és az újságírói munkát az Index szerkesztőségétől független, de akár teljes politikai befolyás alatti külső cégekbe szervezze ki.
2020. június 22-én Bodolai László, a tulajdonos képviseletében visszahívta az Index.hu Zrt. igazgatóságából Dull Szabolcs főszerkesztőt, és felelőssé tette azért, hogy üzleti titkok kerültek ki a 24.hu-hoz az Index igazgatósági üléséről.
2020. június 23-án lemondott Pusztay András, aki 2019 nyarától volt az Index vezérigazgatója, helyére Ződi Zsolt jogászt nevezte ki Bodolai László. Pusztay nem értett egyet a cégnél zajló folyamatokkal.
Ugyancsak 2020. június 23-án a Media1 kiderítette, hogy az Index.hu Zrt. tulajdonosa (MFA) az 50%-ban kormányközeli Indamedia csoport felé kénytelen továbbutalni az Index profitját hiteltörlesztésként. A törlesztésből 2020-ban még mintegy 180 millió forint van hátra, melyet az MFA az Index.hu Zrt. osztalékából (2020-ban 40 millió forint) törleszt.
2020. június 30-án, kevesebb mint egy héttel kinevezése után Ződi Zsolt is bejelentette a lemondását. Ződi a távozását azzal indokolta, hogy nem volt tisztában a cégnél lévő feladatokkal, illetve a cég aktuális pénzügyi helyzetével.

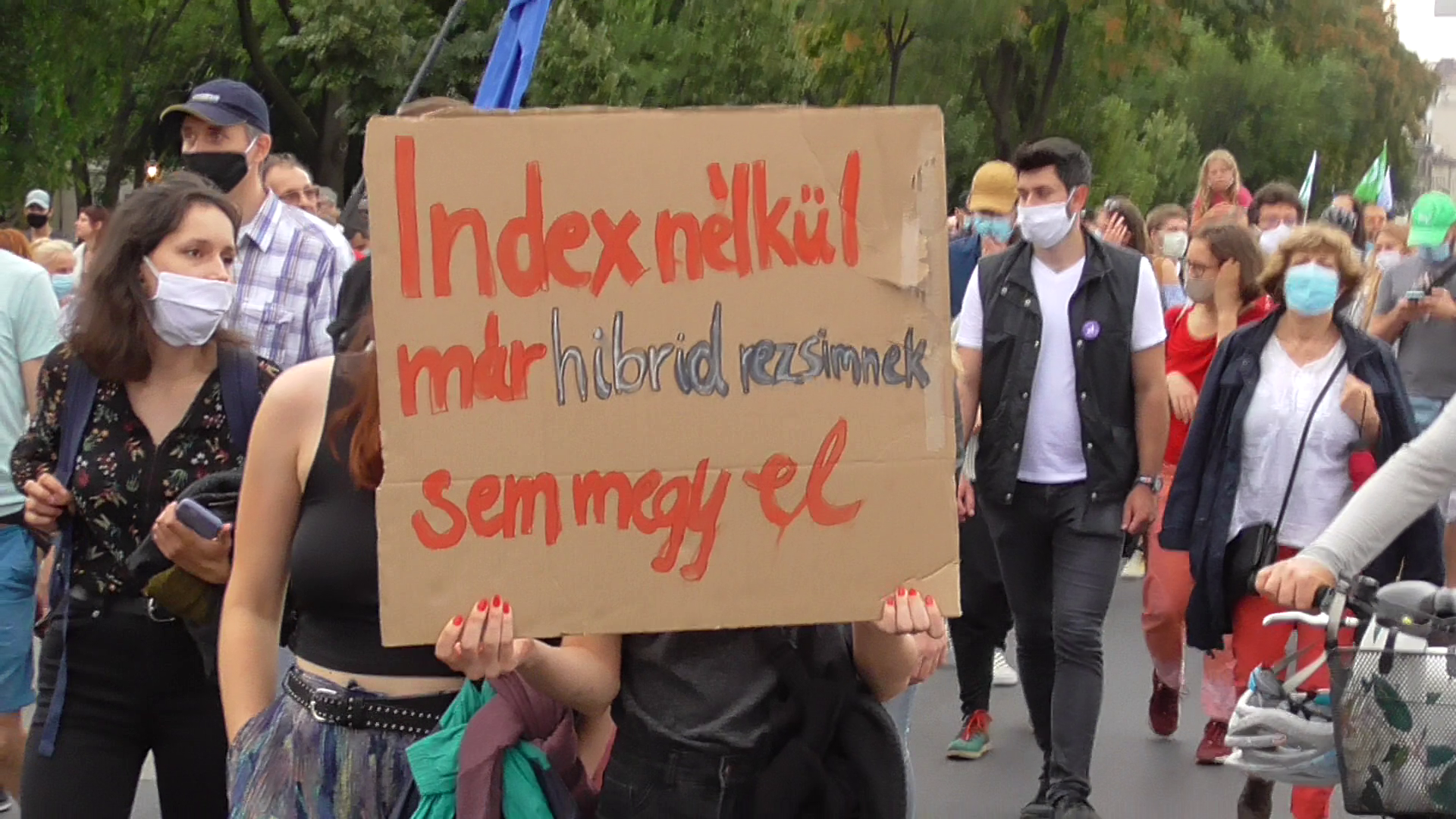
Transzparens az Index szolidaritási tüntetésről 2020. július 24-én

2020. július 22-én Bodolai László, az Index.hu Zrt. igazgatóságának elnöke kezdeményezte Dull Szabolcs elbocsátását. Egyúttal a korábban megüresedett vezérigazgatói posztra Szombathy Pált kérte fel és Sztankóczy András is bekerült az Index.hu Zrt. igazgatóságába. Dull azt állította, hogy Bodolai pénzt ajánlott fel neki, ha közös megegyezéssel és titoktartással távozik, de ő ezt nem fogadta el. Bodolai szerint ez egy legitim lehetőség volt, amivel Dull nem kívánt élni, helyette a rendes felmondást választotta. Az Index szerkesztősége egyöntetűen elfogadhatatlannak nevezte Dull menesztését, kiállva mellette, a szerkesztőség munkájába történő beavatkozásként értékelve azt. Szerintük Dullnak azért kellett mennie, mert „nem engedett a megszorításokkal fenyegető  zsarolásnak”. A szerkesztőség Dull visszahelyezését kérte, de Bodolai ezt megtagadta, ezután sokan bejelentették felmondásukat, köztük Tóth-Szenesi Attila vezető szerkesztő, illetve Munk Veronika és Haász János főszerkesztő-helyettesek, valamint több mint nyolcvan munkatárs is kezdeményezte a munkaviszonya megszüntetését. A történtek miatt július 24-én a Momentum kezdeményezésére tüntetést tartottak a szabad sajtó védelmében, ahol több ezer tiltakozó vonult a miniszterelnöki hivatalként működő Karmelita kolostor elé, az itt felszólalók is a Fidesz-kormányzat elhallgattatási akciójaként értékelték a helyzetet.
Egyesek, mint Bodoky Tamás véleménye szerint hiba volt „ostrom nélkül feladni a várat”, mert szerinte nem Bodolain múlt az Index szétverése, Fábián Tamás újságíró viszont részletesen megírta a felmondások okait, szerinte maradás esetén kormányközeli emberekkel kellett volna alkudozni, akik idővel úgyis ellehetetlenítették volna a portál addigi működését, a felállással viszont méltósággal vethettek véget az Index addigi korszakának.
A Fidesz még az Európai Néppárt tagpártjainak is levelet küldött, miután külföldön is visszhangja lett az Index körüli eseményeknek. Ebben arról írtak, hogy egy magáncég üzleti döntéseihez semmi köze a kormányzatnak. Ellenzéki EP-képviselők szerint viszont a kormányzat az oligarchái üzleti lépésein keresztül próbálja elnémítani a kritikus médiumokat.

### A teljes személycsere után (2020. szeptember 1. – 2023 február)
Bár júliusban még úgy nézett ki, hogy Szombathy Pál sem vállalja az Index vezérigazgatói posztját, az augusztusban felálló új vezetésben mégis Szombathy lett a vezérigazgató-főszerkesztő (ami szokatlan összeállítás, mert általában az üzleti vezető és a tartalmi vezető céljai eltérnek, sőt: gyakran ellentétesek), rajta kívül Sztankóczy András, a Válasz Online korábbi újságírója lett a stratégiai igazgató-vezető szerkesztő, Kitzinger Szonja a gazdaságért-kultúráért-szórakozásért felelős főszerkesztő-helyettes, Balogh Ákos Gergely, az orbanviktor.hu egykori szerkesztője, a fidelitas-os Ufi című lap, majd a Mandiner korábbi főszerkesztője a szervezetfejlesztésért felelős főszerkesztő-helyettes, és Fekete-Szalóky Zoltán, az InfoRádió korábbi felelős szerkesztője a hírigazgató.
A váltás után az olvasók száma legalább 30%-kal esett vissza (a kezdőlapot tekintve).
Augusztus 31-én a Titanic film zenéjével és Esti Kornéllal búcsúztak az utolsó kötelező munkanapjukat töltő indexes újságírók.
A 80 távozó újságíró helyére – akik nagy részének a vezetőség nem engedélyezte a felmondási idő rövidítését – a szeptember elsejei „induláshoz” mintegy 30 fős szerkesztőséget tudtak biztosítani.
Munk Veronika volt főszerkesztő-helyettes szeptember 4-én jelentette be, hogy Telex.hu néven indítanak új lapot a távozó indexesek. A bejelentéssel egyúttal egykori és leendő olvasóik anyagi hozzájárulását kérték az oldal elindításához.
2020. november 13-án elbocsátották a próbaidős Balogh Ákos Gergelyt (Fidelitas „Utolsó figyelmeztetés” c. lap főszerkesztő, Mandiner vezető, Corvinus egyetem kommunikációs igazgató), a lap egyik főszerkesztő-helyettesét, aki augusztus 22. óta dolgozott a lapnál. 
2020. november 23-án az Indamedia Network Zrt. bejelentette hogy távozik Szombathy Pál vezérigazgató–főszerkesztő az Index.hu Zrt.-től és a cég vezetését Starcz Ákos (a Brand & Content és a Dialogue Creatives tulajdonosa, mely utóbbi nem sokkal előtte olvadt be az Indamedia csoportba) veszi át, új főszerkesztőt pedig nem neveznek ki. Távozott továbbá Sztankóczy András vezető szerkesztő is. Ezen túl az Indamedia megvásárolta („visszavásárolja”) az Index.hu Zrt. részvényeit a Magyar Fejlődésért Alapítványtól (melyet Bodolai László képviselt), és így az újság az Indamedia csoport részévé vált. A cég médiajogásza Bodolai László maradt, de kikerült az igazgatóságból.
Balogh Ákos Gergely szinte azonnal visszakerült a céghez, tartalom- és üzletfejlesztési vezetői pozícióban 
2020. dec. 2-tól az új megbízott főszerkesztő Fekete-Szalóky Zoltán.
Kritikus vélemények szerint a 2020-ban lezajlott fejleményekkel az Index kormányközeli emberek érdekeltségébe történő átjátszása volt a cél.

### Kormányzati közeledés, személycserék (2023 február – )
2023 februárjában stratégiai együttműködést kötött a kormánypárti lapokat összefogó Mediaworks Hungary és az Index anyavállalata, az Index részvényeit tulajdonló Indamedia csoport. Ugyancsak februárban jelent meg egy „Uniós felmérés: Magyarországon jobb a média helyzete, mint Nyugat-Európában” című anyag az Indexen a kormányközeli Transzparens Újságírásért Alapítvány közreműködésével, ami azonban a hivatkozott Media Freedom Rapid Response (MFRR) nevű felmérést részrehajlóan értelmezve hozta ki a címbéli eredményt: a felmérésben a fizikai és anyagi kárt okozó inzultust elszenvedett sajtómunkások összehasonlításában jobbak az eredmények Magyarország számára – hozzátéve, hogy számszakilag is más és más népességarányosan a sajtómunkások száma a különböző országokban –, miközben ezt az Index anyagában megtévesztően az általános sajtóhelyzet vonatkozásában tálalják, arról pedig nem tesznek említést, hogy ugyanezen felmérés szerint a magyar médiumok sokszínűsége nagy hátrányokat szenved el.
Miután 2023 áprilisára több dolgozó is felmondott, új munkatársak érkeztek a portálhoz, akik korábban a kormányközeli KESMA médiumaiban dolgoztak.
2023 augusztusában elbocsátották Ambrus Ádámot, az Index videós rovatának vezetőjét, ezután került az Indexhez Szalai Szabolcs, a kormányközeli Transzparens Újságírásért Alapítvány volt stratégiai igazgatója. A portál kiadója szerint Ambrus maga kérte a távozását, de más értesülések szerint Ambrus távozása nem önként történt, hanem a portál személyi állományának megváltoztatása miatt, amivel a 2024-es magyarországi önkormányzati választásra akarnak felkészülni, ezért mondtak fel neki. Utóbb az is kiderült, hogy Ambrus helyére az a Gáll Csongor került, aki korábban a kormányközeli Hír TV-n készített propagandaanyagokat.
Panyi Szabolcs, a Direkt36 újságírója –, aki a 2020-as átalakítás előtt az Indexnél is dolgozott – amiatt kritizálta az egykori munkahelyét, mert asszisztáltak egy 2024 januárjában publikált anyag eltompításához, ami Orbán Gáspár eltitkolni kívánt diplomáciai tevékenységéről szólt. Miután a Direkt36 és a Le Monde közös oknyomozása derítette ki Orbán személyét, és emiatt kérdéseket intéztek az állami szervekhez, ahonnan semmilyen érdemi válasz nem érkezett, pont az anyag megjelentetési dátuma előtt egy nappal Szalay-Bobrovniczky Kristóf honvédelmi miniszter egy Indexnek adott interjúban ismerte el Orbán közbenjárását diplomáciai ügyekben. Panyi szerint ezzel az Index és a kormány közösen „megpróbálta pozitív színben feltüntetni a politikai nepotizmust.”
Máskor is előfordult, hogy az Indexnél megtévesztően közöltek egy hírt, ez történt 2024 februárjában, amikor a Novák Katalin kegyelmezési ügye miatt lemondott korábbi igazságügyi miniszter, Varga Judit exférje, Magyar Péter a volt felesége lemondása után a Partizánnak adott interjúban több Orbán-kormányt és azok szereplőit bíráló kijelentést tett: a portál erről beszámoló cikkéből kivágták Magyar kormányt és a kormánytagokat érintő kritikáit. A Telex.hu megkeresésére Fekete-Szalóky Zoltán, az Index főszerkesztője lényegében úgy reagált, hogy a Telex ne foglalkozzon az Index cikkeivel, korábban pedig úgy fogalmazott hasonló megkeresésre, hogy az Index „kiegyensúlyozott” és „szakmai szempontok szerint” számol be a hírekről.
2024 tavaszán került a portálhoz Baumgartner Benita, aki korábban szintén a kormánypárti HírTV helyszíni tudósítója, illetve a csatorna Célpont című műsorának riportere volt.
Fekete-Szalóky Zoltán ezután egy érdekes sajtópert indított a Media1 hírportál ellen, mert ott arról jelentettek meg egy cikket 2023 decemberében, miszerint ő és a felesége is ki vannak tiltva az USA-ból, amit akkor Fekete-Szalóky a cikkben cáfolt is. A sajtóperben lényegében ezt a cáfolatot akarta megismételtetni, amit a bíróság oktalannak ítélt, mivel ennek a cikkben már helyet adtak, ezért 2024 tavaszán elutasította a keresetet.
2025 áprilisában Ujhelyi István szocialista politikus, akinek korábban több véleménycikkét is megjelentették a portálon tudatta, hogy átszervezés miatt megszakítják vele az együttműködést, és ezután Hont András korábbi fideszes képviselő cégével, az Ötmédia Kft.-vel fűzik szorosabbra az együttműködést.

## Főszerkesztők
- 1999–2000: Nyírő András
- 2000–2011: Uj Péter
- 2011–2013: Mészáros Zsófi
- 2013–2017: Dudás Gergely
- 2017–2019: Tóth-Szenesi Attila
- 2019–2020: Dull Szabolcs
- 2020: Szombathy Pál
- 2020–: Fekete-Szalóky Zoltán

## Stílusa

### Az Index irányelve
Az Index elsősorban hírmagazin, fő irányvonala a napi aktuális hírek folyamatosan frissülő címlapos megjelenítése, gyakran könnyedebb és szabadosabb, közérthetőbb, szórakoztatóbb formában megfogalmazva. A klasszikus, szerkesztőségi cikkek mellett a címlap számos blogból kiemelt cikket is tartalmaz.

### A cikkek tematikája, sajátságai
A cikkek fő témái a politika, gazdaság, sport hármason túl érintik a szórakoztatóipart illetve mindennapi általános kérdésekkel kapcsolatos írásokat. 
A híreket legnagyobb százalékban hírügynökségektől veszik át, és sok esetben bármiféle módosítás nélkül le is közlik.
A cikkek stílusa változik az objektív hírleírástól egészen az újságírók személyes véleményéig, illetve a száraz előadástól a közvetlen stílusú, lazább fogalmazásig.
A magyar nyelvű cikkek mellett kisebb mennyiségben videók, illetve angol nyelvű cikkek is készülnek.

### Az Index egyedisége
Az Index stílusát tekintve felvállal olyasmit is, ami inkább réteglapok jellemzője, szemben a mainstream médiával, ahol jellemzően az a cél, hogy minden réteg számára befogadhatóvá tegyék a tartalmakat: gyakran szókimondó (esetenként trágár), így elsősorban azokat célozza meg, akik ezt elfogadják. A szókimondás ellenére (vagy épp amiatt) az Index olvasottsági számai emelkedtek.[forrás?] A 2020 nyarán történt vezetőváltás és az ez utáni tömeges felmondás után viszont visszaesett az oldal látogatottsága.
Az Index megjelenésében vagy tartalomszolgáltatási megoldásaiban saját fejlesztésű megoldásokat és vizuális megjelenítést használ, nem alkalmazza „mások bevált módszereit”.[forrás?]

## Látogatottsága
Látogató- és oldalletöltés-értékek változása 2003 óta – átlagok, január első hete
|                 |          | 2003       | 2004       | 2005       | 2006        | 2007        |
| --------------- | -------- | ---------- | ---------- | ---------- | ----------- | ----------- |
| teljes WebAudit | látogató | 408 104    | 784 287    | 1 118 474  | 1 716 298   | 2 635 460   |
| teljes WebAudit | PI       | 18 867 308 | 35 258 906 | 54 903 099 | 109 597 168 | 197 658 051 |
| origo           | látogató | 199 493    | 444 327    | 595 020    | 836 383     | 1 197 679   |
| origo           | PI       | 4 758 434  | 11 770 889 | 16 915 085 | 30 212 611  | 36 309 521  |
| Startlap        | látogató | 129 083    | 287 631    | 436 579    | 646 814     | 857 917     |
| Startlap        | PI       | 1 004 759  | 2 185 638  | 3 924 394  | 7 363 692   | 9 753 475   |
| Index           | látogató | 100 159    | 193 296    | 290 079    | 399 421     | 509 434     |
| Index           | PI       | 2 521 287  | 4 111 232  | 6 456 010  | 9 789 550   | 14 674 190  |

Az Index portál-csoport látogatottsági statisztikája 2005–2007 között:
| INDEX       | 2005          | 2005            | 2006          | 2006            | 2007          | 2007            |
|             | oldalletöltés | egyedi látogató | oldalletöltés | egyedi látogató | oldalletöltés | egyedi látogató |
| ----------- | ------------- | --------------- | ------------- | --------------- | ------------- | --------------- |
| 1. negyedév | 6 166 000     | 270 000         | 10 210 000    | 387 000         | 15 890 000    | 532 000         |
| 2. negyedév | 7 197 000     | 293 000         | 12 121 000    | 396 000         | 15 992 000    | 549 000         |
| 3. negyedév | 7 892 000     | 301 500         | 12 707 000    | 389 500         | 16 524 000    | 550 000         |
| 4. negyedév | 8 395 000     | 336 000         | 13 700 000    | 467 500         |               |                 |

Forrás: Medián Webaudit 2005–2007. Az adatok a munka- és szabadnapok átlagát figyelembe véve napi forgalmi számokat jelentenek, havi átlagban az Indexről.

## Mellékletei és általa hivatkozott más webes kiadványok
- Totalcar – autós mellékleteként 2000-ben indult. Az autós szakma a Totalcart kezdetben nehezen fogadta be, mert ott nem volt PR cikk, ami megnehezítette nemcsak a tesztautók megszerzését, de a forgalmazókkal való jó viszony kiépítését is. Ennek a Totalcar indulásánál komoly kockázata is volt, de végül befutott, „egyszer csak mindenki tudott róla, hogy van egy ilyen kis köcsög autóslap, amelyik hajlandó akár rosszat is írni” idézte fel a történteket Bazsó Gábor, a Totalcar ügyvezetője. Bazsó és Winkler Róbert szerkesztő irányítják a magazint. A Totalcar sikertörténet, amely kiváló példa arra, hogy egy interneten indított projekt hogyan hódít meg még másik négy médiát (ma már rádiósműsora, nyomtatott újságja és könyve van, tévéműsora egy nagyobb átalakítás után 2007 decemberében befejezte működését).
- Velvet – 2002 szeptemberében indult a Velvet női oldal Papp Bojána vezetésével, mely később klasszikus bulvárkiadvánnyá alakult. 2003-2006 között Kiss Bori, 2006-2016-ig Zappe Gábor látta el a főszerkesztői feladatokat. A Velvet alapvetően nem saját tartalomra épül, éppen ezért nagyon kis szerkesztőséggel működik. Elsősorban azokat célozza meg, akiket az Index nem tud megragadni.
- Pufajkás Turul – A választási hisztéria szülte, kizárólag a politikával illetve a politikai vonatkozású eseményekkel foglalkozó humoros, de azért mindig valós eseményeket tartalmazó melléklet.
- Tékozló Homár – Az egyik legismertebb magyar blog, ami 2005 áprilisában indult. Napi 30 ezer olvasottságot ér el Szily László és Rádi Gábor blogjegyzeteivel. Amerikában ennek mintájára indult el 2005 őszén Nick Denton vállalkozó Consumerist című fogyasztói blognaplója.[80] A frissítése 2019 végére szinte teljesen megszűnt.
- Moszkvai Őrkutya – A Magyar Vizsla paródiájaként jelentették meg ezen kiadványukat.
- A 2005. decemberi Gyurcsány-melléklet Gyurcsány miniszterelnök médiakampányát figurázza ki.[81]
- Népítélet – A Totalcar belső mellékleteként jelent meg, ahol az autósok megírhatják használatukban lévő járműveikről aktuális problémáikat és örömeiket.
- Celebhatározó – A Velvet magazin kiadványaként indult, ahol a magyar hírességek személyi adatbázisa található, akiket az olvasók rokonszenvindexszel értékelhetnek.
- Webisztán – Az Index hivatalos webkettes blogja Barczi Imre és Szabo Gergő szerkesztésében. Első online tudósítására 2006. május 29-én került sor Magyarország első Web 2.0 konferenciáján.
- comment:com – médiamegmondó blog. A blog 2019 augusztusa óta nem frissül.[82]
- Cinematrix – mozimagazin
- Sógorom, a zugügyvéd – jogi esetekkel, a rendőrséggel foglalkozó blog
- Hoaxkábel – Városi legendák, és lánc-e-mailek leleplezése
- Cukiság – minden, ami cuki
- Közveszélyes munkakerülő – az Index.hu flash-játék blogja
- Sport Géza – az Index.hu sportrovata 2008-ban alakult saját domainen, majd 2015-ben visszatért az Index alá blogként[83]
- Lángoló Gitárok – Az Index zeneblogja: www.langologitarok.hu
- Urbanista 2008-ban alakult lakóhelyblog, ami 2014 óta az Index blogmelléklete[84]

## Kritikák és botrányok
A portál olykor helyt ad többek által ízléstelennek érzett, istenkáromló és megbotránkoztató cikkeknek (közfelháborodást keltett például Tóta W. Árpádnak II. János Pál haláláról írt, Game over… c. cikke, amely ellen az MDF közleményben tiltakozott, és magánszemélyek és újságírók is felszólaltak).
Kritika éri az egyes szerkesztők profán fogalmazásmódja miatt is, a szitokszavak és káromkodások jelenléte (és gyakori előfordulása) miatt.

Bajnai Gordon 2000 és 2005 decembere között a Wallis Rt. vezérigazgatójaként dolgozott és a csoporthoz tartozott az Index.hu is. Jóllehet Bajnai csak 2006-tól vállalt kormányzati pozíciót, többen vitatják a portál azon álláspontját, mely független oldalként igyekszik definiálni magát.[forrás?]
2004 áprilisában, az EU-választási kampányban az Index újságírója bejutott az MSZP kampánycsapatának zártkörű értekezletére, és újságcikkben számolt be az ott elhangzottakról, közte Tóbiás József pártigazgató azon kijelentéséről, hogy nem érdeklik az etikai és a választási kódexek. Miközben a kijelentés kisebb politikai vihart kavart, Kovács László pártelnök a sajtóetikával ellentétesnek minősítette az Index eljárását, és Halák László, a MÚOSZ etikai bizottságának elnöke is etikátlannak nevezte. Az Index főszerkesztője glosszájában éles hangon utasította vissza a vádakat, és Halákot Kovács kesztyűbábjának titulálta.
Az oldal 2007 májusában összetűzésbe keveredett a Hír TV-vel, amikor az Indexen az „MSZP Élőlánc” elnevezésű, antifasiszta jellegű tüntetésről tudósító cikkhez tartozó képgalériában az egyik képen egy "PRESS" ("sajtó") feliratú esőkabátot viselő Hír TV-s operatőrről készített képen a feliratból csak az utolsó két betű (SS) látszott. A hírtelevízió szándékos manipulációval vádolta meg a hírportált, amit az visszautasított, viszontglosszájában – az eredeti fotó letölthető változatát is belinkelve – a Hír TV szándékos lejáratókampányának nevezte az esetet, mondván azt sem tudták, ki van a képen, illetve fel sem tűnt nekik a dolog másnap reggelig, mikor a Magyar Nemzet munkatársa megkereste őket a témával kapcsolatban. A május 16-17-én megrendezett tihanyi médiakonferencián a két hírszolgáltató munkatársai az esettel kapcsolatban éles szóváltásba keveredtek.
Az ezen és egyéb ügyek miatt az Index által a Hír TV és a Magyar Nemzet ellen indított helyreigazítási perben a Fővárosi Bíróság elsőfokú (nem jogerős) ítéletében egyebek mellett megállapította, hogy az alperesek valótlanul híresztelték, hogy az Index manipulálta azt a május 10-én megjelent fotót, melyen a Hír tévé operatőrének széldzsekijén a PRESS feliratból csak az SS betűk látszottak.
A cikkek helyesírása a nyomtatott médiánál több kívánnivalót hagy maga után; ezt az olvasók megjegyzései is gyakran szóba hozzák.[forrás?]
Az Index címlapján, Velvet nevű mellékletében többek[forrás?] szerint a testiség, a pornográfia, a szexuális tárgyiasítás és az erőszak vulgarizált megjelenítésével foglalkozik.